# Artur Głogowski
Artur Głogowski – poseł do Sejmu Krajowego Galicji III i IV kadencji (1872–1882), właściciel dóbr Bojaniec.
Wybrany w I kurii obwodu Żółkiew, z okręgu wyborczego Żółkiew 29 października 1872 na miejsce Antoniego Jabłonowskiego. Prezes Rady powiatowej w Żółkwi. Właściciel zamku Sobieskich w Żółkwi, który 1891 roku kupiła od niego gmina.